# Andrea Rovetta
Andrea Rovetta (Brescia, 1971) è un regista e sceneggiatore italiano.

## Biografia
Dopo una laurea al DAMS di Bologna, l'esperienza al corso di drammaturgia alla Scuola d'arte drammatica Paolo Grassi e il lavoro come grafico a Milano, si interessa al cinema scrivendo e dirigendo alcuni cortometraggi, fra cui La scarpa, A piedi nudi sul palco e L'amore è un giogo, candidato al David di Donatello per il miglior cortometraggio.
Si trasferisce a Roma e nel 2010 esordisce come regista di fiction per la serie di Rai 3 La nuova squadra.
A partire dal 2015, con il programma Italia da stimare, inizia a lavorare in qualità di regista, autore televisivo e filmmaker alla realizzazione di diversi programmi per la Rai.
Nel 2017, realizza il documentario Il Fuoco della terra per Rai1 sulla complessa situazione del territorio di Castel Volturno e il documentario "Mina legge Carlo Emilio Gadda" con la voce di Mina in occasione del centenario della Prima Guerra Mondiale tratto da Giornale di guerra e di prigionia di Gadda.
Nel 2018 dirige il documentario Palermo Renaissance sulla rinascita culturale di Palermo dopo gli anni bui della mafia. Il documentario è prodotto da Arté, Rai 1, Rai Com e Petrolio ed è stato trasmesso sulle reti europee di Arté e sulle reti Rai.
Nel 2020 realizza il documentario ambientato sull'isola di Creta Gente di Sfakia e nel 2023 il documentario Gente di Messolonghi ambientato nell'omonima laguna greca. Entrambi i documentari sono stati trasmessi in Italia su Geo il programma di Rai 3.
Nel 2024 dentro al Museo dell'Ara Pacis di Roma viene presentato il documentario An Emperor's Jewel - The making of the Bulgari Hotel Roma, frutto di due anni di riprese a Roma e in giro per l'Italia, con la partecipazione dell'attrice Priyaka Chopra, è la celebrazione del ricco patrimonio culturale italiano e della dedizione, innovazione e creatività che hanno contribuito a realizzare questo hotel di lusso di Bulgari. Il documentario è distribuito in 130 paesi del mondo sulla piattaforma di Amazon Prime Video.

## Filmografia
- Il pollo - cortometraggio (2004)
- La scarpa - cortometraggio (2005)
- A piedi nudi sul palco - cortometraggio (2008)
- L'amore è un giogo - cortometraggio (2009)
- Il giovane Pertini - documentario (2010)
- Il fuoco della terra - documentario (2017)
- Mina legge Carlo Emilio Gadda - documentario (2017)
- Palermo Renaissance - documentario (2018)
- Il giorno stesso - documentario (2019)
- Gente di Sfakia - documentario (2020)
- Gente di Messolonghi - documentario (2023)
- Gente di Ikaria - documentario (2024)
- An Emperor's Jewel - The making of the Bulgari Hotel Roma - documentario (2024)

## Programmi televisivi
- Il provinciale (Prima serata Rai 3) - Regista
- Linea Verde Discovery (2020) – Regista
- Linea Verde (2020-2021) – Regista
- Prix Italia (2020) - Regista
- L'Italia non finisce mai (2020) - Regista
- Linea Verde Tour (2020) - Regista
- Linea Blu (2020) - Regista
- Linea Verde (2019-2020) – Regista
- Prix Italia (2019) - Rai 1 - Regista
- Grand Tour (2019) – Rai 1 - regista
- Linea Verde Estate (2019) - Rai 1 - regista
- L'anno che verrà (2018) – Rai 1 - autore
- Linea Verde (2018-2019) – Rai 1 – regista
- Linea Verde Estate (2018) –  Rai 1 - regista
- Premio Luttazzi (2017) – Rai 1 - autore
- Top Tutto quanto fa tendenza (2017) - Rai 1 - regista
- Park (2017) – Rai Gulp – regista e autore
- L'anno che verrà (2016) - Rai 1 - autore
- Supereroi (2016) – Rai 1 - autore
- Festival di Castrocaro (2016) – Rai 1 - autore
- Natale da Stimare (2016) – Rai 1- regista
- Italia da Stimare (2015) – Rai 1 - regista
- La Nuova Squadra (2010) - Rai 3 - regista